# 佐脇嵩雪
佐脇 嵩雪（さわき すうせつ、元文元年（1736年） - 文化元年11月22日（1804年12月23日））は江戸時代の英派の絵師。

## 来歴
佐脇嵩之の長子で門人。名は貫多。通称は倉治。嵩雪、仰止楼、中岳斎、翠雲堂、中岳堂と号した。安永から享和期に活躍している。享年69。墓所は浅草の誓願寺中称名院。